# Phoenixhoen

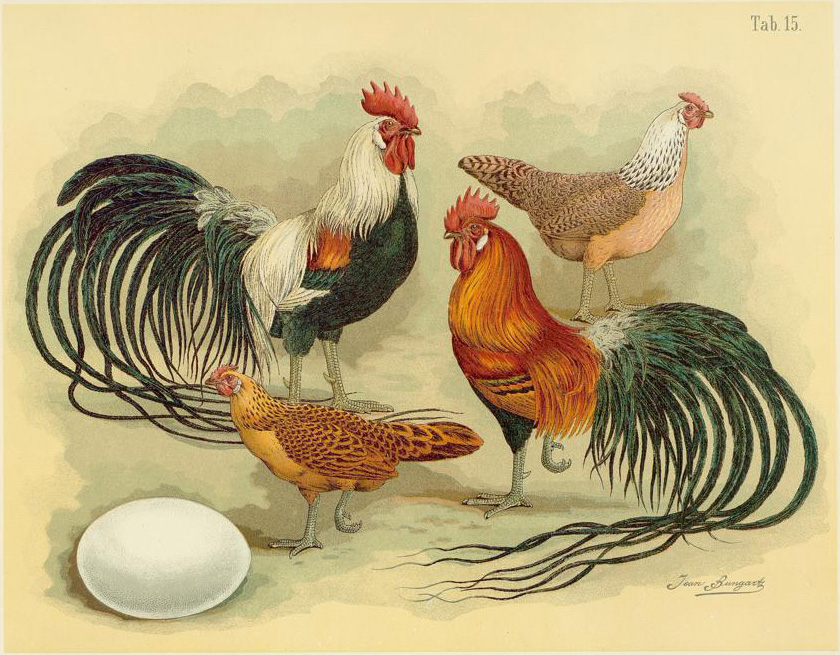
Historische afbeelding van Jean Bungartz, 1885

Het Phoenixhoen is een kippenras dat zijn oorsprong vindt in Japan en Duitsland, en als zuiver sierras tot de langstaarthoenderrassen gerekend wordt. Er bestaat ook een krielvariant.

## Geschiedenis

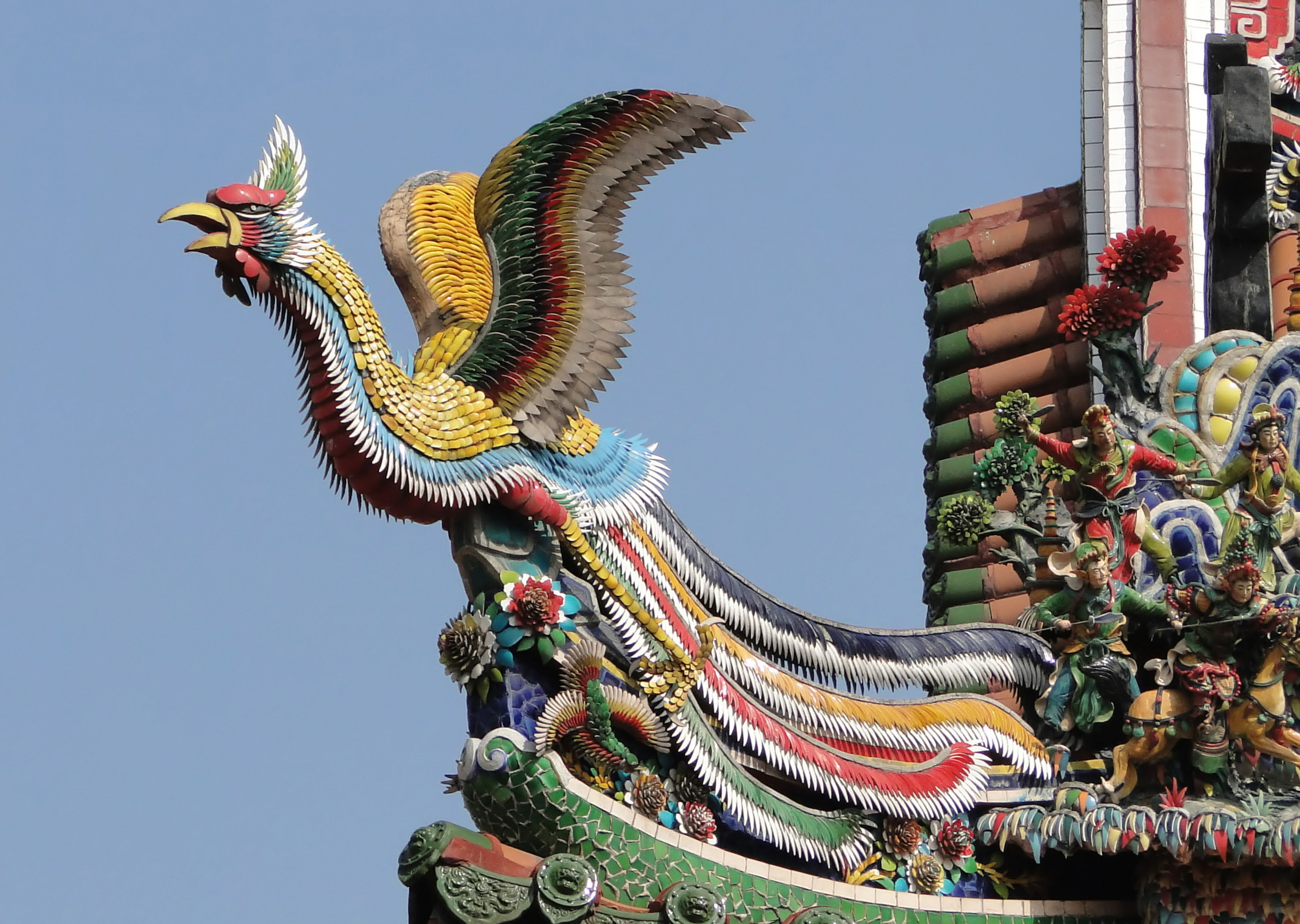
Beeld van een feniks op een boeddhistische tempel

Omstreeks 1878 werden vanuit Japan langstaarthoenders naar Duitsland geïmporteerd, die om de aanpassing aan het Europese klimaat mogelijk te maken onder andere met Engelse vechthoenders en andere rassen gekruist werden. De naam werd ontleend aan de in oriëntaalse kunst meestal met lange staart afgebeelde feniks. In continentaal Europa wordt het ras separaat erkend, in Groot-Brittannië daarentegen door de grote gelijkenis met het Yokohamahoen als variant van dit ras met enkele kam gezien.

## Uiterlijk

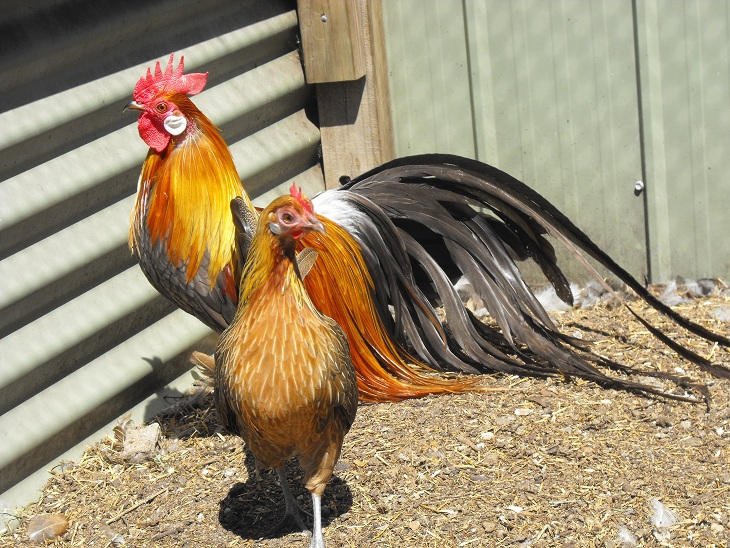
Haan met hen in patrijskleur

Het Phoenixhoen is een slank en elegant ras met uiterlijke overeenkomsten met de fazant. Kop en kam zijn tamelijk klein, de rug is zeer lang en staat horizontaal. Het gezicht, de kam en de lellen zijn rood, de oren wit. De kam is enkel. De loopbenen hebben een leiblauwe kleur. De staart dient horizontaal gedragen te worden met smalle veren. Er bestaan veel kleurslagen, daarvan zijn in Nederland patrijs, zilverpatrijs en wit erkend, in België ook geelpatrijs, roodgeschouderd-zilverpatrijs en wildkleur.

## Verenigingen
In Nederland valt het ras onder de Optimum Avium Speciaalclub Langstaart- en Langkraaihoenders (OASLL) en in Duitsland onder de Sonderverein der Züchter der Phönix, Zwerg-Phönix und Onagadori von 1921.